# Chelanthura ajuga
Chelanthura ajuga is een pissebed uit de familie Anthuridae. De wetenschappelijke naam van de soort is voor het eerst geldig gepubliceerd in 1990 door Poore & Bardsley.